# Gymnastique aérobic aux Jeux mondiaux de 2022
Navigation
Wrocław 2017 Chengdu 2025
Les épreuves de gymnastique aérobic des Jeux mondiaux de 2022 ont lieu les 12 et 13 juillet 2022 au Birmingham–Jefferson Convention Complex (en).
L'épreuve de step n'est pas présente pour cette édition.

## Organisation
Les résultats des éliminatoires lors des Championnats du Monde de 2021 furent utilisés pour déterminer quels pays peuvent envoyer des gymnastes,.
La liste a été révisée prenant en compte les sanctions contre les fédérations russes et biélorusses.
| Paire                                                       | Trio                                                         | Danse                                                             | Groupe                                                         |
| ----------------------------------------------------------- | ------------------------------------------------------------ | ----------------------------------------------------------------- | -------------------------------------------------------------- |
| - Brésil - Bulgarie - Italie - Hongrie - Roumanie - Ukraine | - Bulgarie - Hongrie - Ukraine - Roumanie - Italie - Turquie | - Azerbaïdjan - Hongrie - Italie - Portugal - Finlande - Roumanie | - Finlande - Hongrie - Italie - Ukraine - Roumanie - Thaïlande |

## Médaillés
| Épreuves    | Or | Or            | Argent | Argent        | Bronze | Bronze        |
| ----------- | --- | ------------- | --- | ------------- | --- | ------------- |
| Paire mixte | Brésil- Lucas Barbosa - Tamirez Silva | 20,650 points | Hongrie- Daniel Bali - Fanni Mazacs | 20,600 points | Bulgarie- Antonio Papazov - Anna Maria Stoilova | 20,250 points |
| Trio        | Hongrie- Dániel Bali - Balázs Farkas - Fanni Mazács                                                                                       | 20,977 points | Italie- Sara Cutini - Davide Nacci - Francesco Sebastio                                                                                     | 20,583 points | Roumanie- Gabriel Bocșer - Miruna Iordache - Daniel Țavoc | 20,288 points |
| Danse       | Hongrie- Balazs Farkas - Kata Hajdu - Zoltan Locsei - Anna Makranszki - Janka Oekroes - Vanessza Ruzicska - Zsofia Simon - Panna Szollosi | 18,250 points | Roumanie- Darius Branda - Sandra Dinca - Mirela Frincu - Leonard Manta - Daria Mihaiu - Sarmiza Niculescu - Mihai Alin Popa - Antonio Surdu | 17,900 points | Azerbaïdjan- Vladimir Dolmatov - Madina Mustafayeva - Khadija Guliyeva - Rauf Haciyev - Sanan Mahmudlu - Nigar Mir Jalalli - Nazrin Mustafayeva - Aykhan Ahmadli | 17,250 points |
| Groupe      | Italie- Sara Cutini - Matteo Falera - Davide Nacci - Marcello Patteri - Francesco Sebastio                                                | 20,433 points | Hongrie- Balázs Farkas - Zoltán Lőcsei - Fanni Mazács - Panna Szőllősi - Dániel Bali                                                        | 20,272 points | Roumanie- Gabriel Bocșer - Leonard Manta - Mihai Alin Popa - Antonio Surdu - Daniel Țavoc                                                                        | 20,000 points |

## Tableau des médailles
| Rang  | Nation      | Or | Argent | Bronze | Total |
| ----- | ----------- | -- | ------ | ------ | ----- |
| 1     | Hongrie     | 2  | 2      | 0      | 4     |
| 2     | Italie      | 1  | 1      | 0      | 2     |
| 3     | Brésil      | 1  | 0      | 0      | 1     |
| 4     | Roumanie    | 0  | 1      | 2      | 3     |
| 5     | Azerbaïdjan | 0  | 0      | 1      | 1     |
| 5     | Bulgarie    | 0  | 1      | 1      | 1     |
| Total | Total       | 4  | 4      | 4      | 12    |